# Aganope
Genre
Synonymes
- Ostryoderris Dunn[2]

Aganope est un genre de plantes à fleurs dicotylédones de la famille des Fabaceae, sous-famille des Faboideae, originaire d'Afrique et d'Asie, qui comprend une dizaine d'espèces acceptées.

## Liste d'espèces
Selon The Plant List (22 octobre 2018) :
- Aganope balansae (Gagnep.) P.K.Lôc
- Aganope dinghuensis (P.Y. Chen) T.C. Chen & Pedley
- Aganope gabonica (Baill.) Polhill
- Aganope heptaphylla (L.) Polhill
- Aganope impressa (Dunn) Polhill
- Aganope latifolia (Prain) T.C. Chen & Pedley
- Aganope leucobotrya (Dunn) Polhill
- Aganope lucida (Baker) Polhill
- Aganope polystachya (Benth.) Thoth. & D.N.Das
- Aganope stuhlmannii (Taub.) Adema
- Aganope thyrsiflora (Benth.) Polhill